# Chotěšov (výhybna)
Chotěšov (nebo též Výh Chotěšov) je výhybna, která se nachází z větší části na katastru Týnec u Chotěšova. Nachází se v km 130,200 trati Plzeň – Furth im Wald mezi zastávkami Zbůch a Chotěšov u Stoda.

## Popis výhybny
Ve výhybně jsou tři dopravní koleje: hlavní č. 1 o užitečné délce 691 m, dále pak 2. a 3. kolej o délkách 751 a 665 m. Výhybna je vybavena reléovým zabezpečovacím zařízením AŽD 71, které je dálkově ovládáno ze Stoda, případně místně výpravčím z dopravní kanceláře v Chotěšově. Přilehlé traťové úseky do Nýřan a Stoda jsou vybaveny trojznakým automatickým blokem s kolejovými obvody. Ze třetí koleje odbočuje vlečka KX – Líně. Vlečka má délku 3,9 km a vede na letiště Plzeň-Líně.